# Liste d'affections cutanées

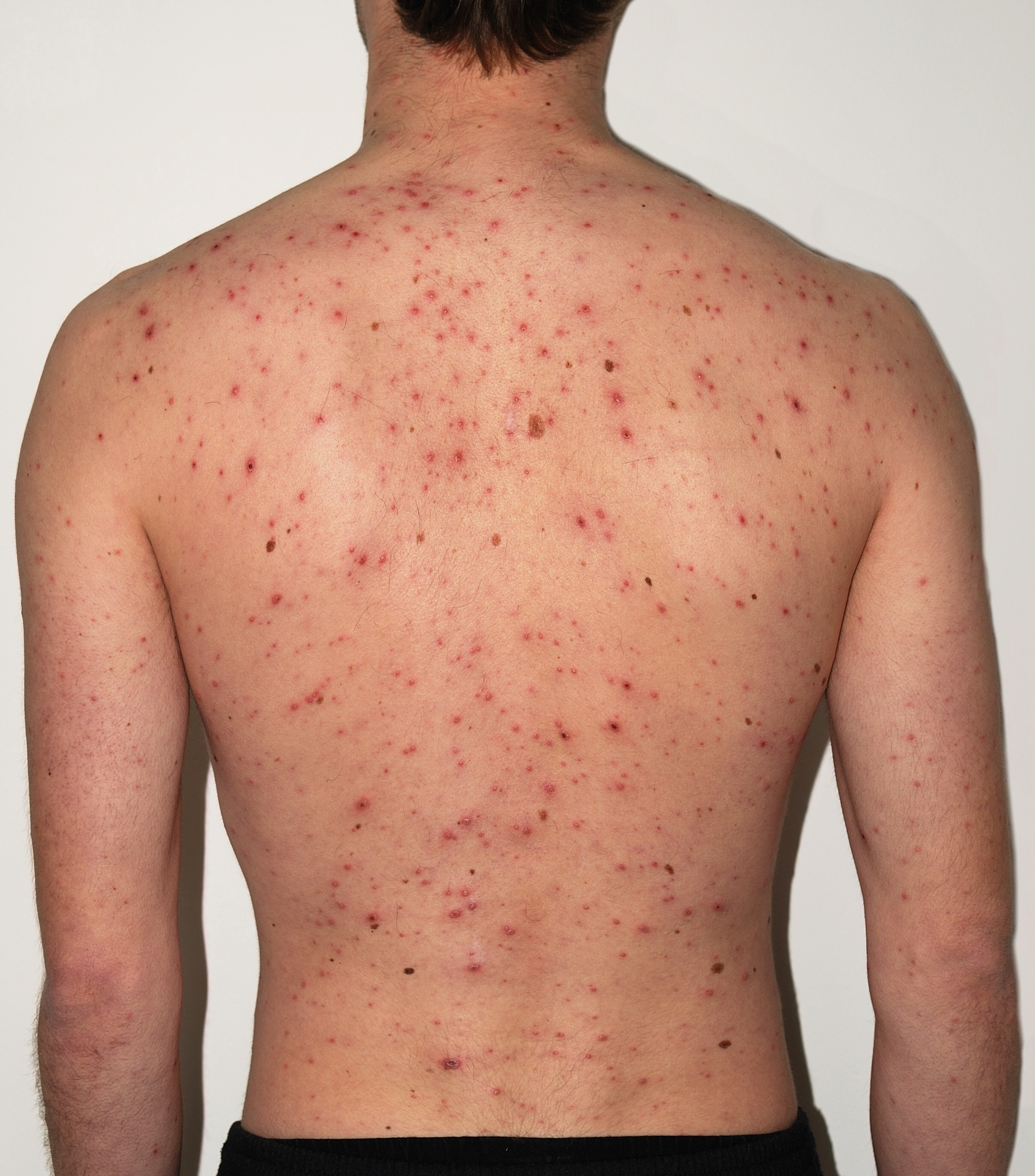
Rash de la varicelle.

Beaucoup de maladies affectent le système tégumentaire, le système d'organes couvrant toute la surface du corps, composé de muscles, de peau, des cheveux, des ongles et des glandes.
Ce système constitue une barrière contre l'environnement extérieur. La peau pèse en moyenne de quatre kilogrammes et couvre une superficie de deux mètres carrés et se compose de trois couches distinctes: l'épiderme, le derme et l'hypoderme. Il existe deux principaux types de peau humaine: peau glabre, la peau sur les paumes et la plante des pieds (appelé aussi le "palmo-plantaires" surfaces), et pileuse. Dans ce dernier type, il y a des poils dans des structures appelées unités pilo-sébacé, chacun avec follicule pileux, la glande sébacée, et associée à un muscle érecteur. Dans l'embryon, l'épiderme, les cheveux et les glandes se forment à partir de l'ectoderme, qui est chimiquement influencé par le mésoderme sous-jacent qui forme le derme et les tissus sous-cutanés.

## Éruptions acnéiformes
Acneiform eruptions are caused by changes in the pilosebaceous unit.
- Acné
- Acné estivale
- Acné conglobata
- Acné cosmétique
- Acné fulminans
- Acné mécanique
- acné médicamenteuse

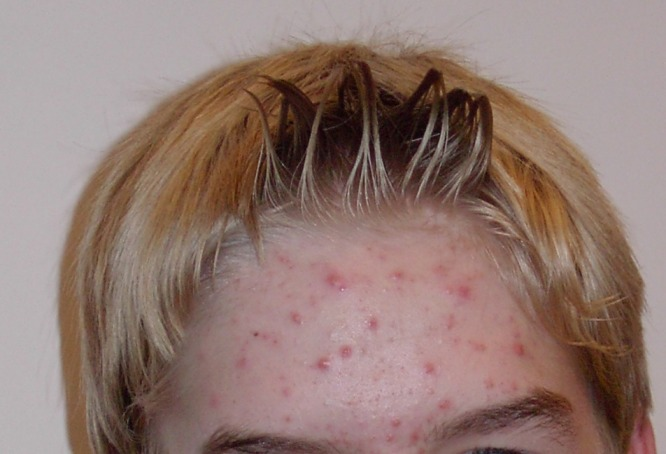
Acne vulgaris

- Acne miliaris necrotica (Acne varioliformis)

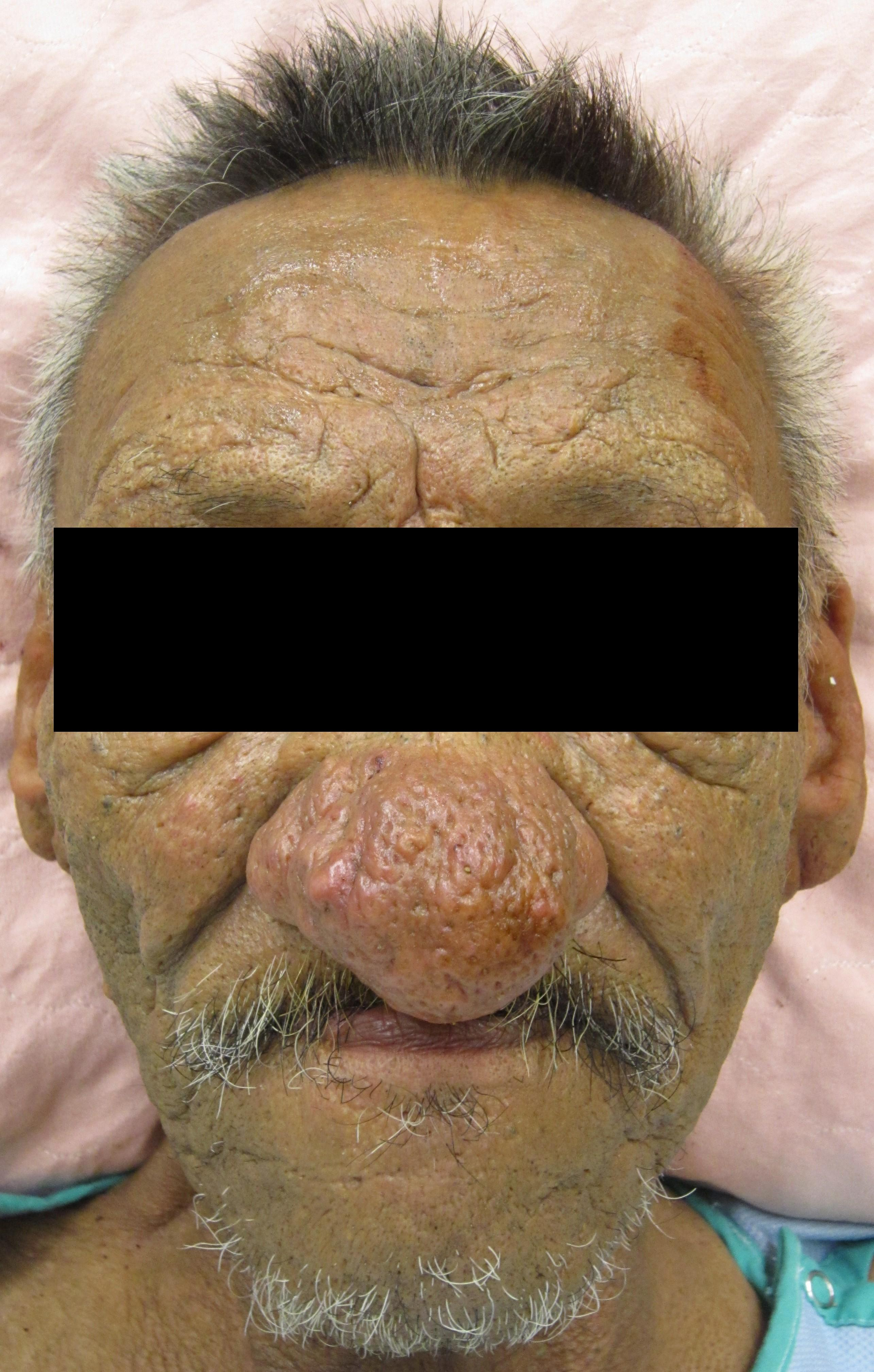
Rhinophyma

- Acné néonatal
- Acné excoriée des jeunes filles
- Acné tropicale
- Blepharophyma
- Rhinophyma Rhinophyma
- Hidrosadénite
- Infantile acne
- Metophyma
- Otophyma
- Pore dilaté
- Rhinophyma
- Rosacée
- Rosacée conglobata
- Rosacée oculaire
- Syndrome SAPHO

## Autres
- Syndrome de Majeed